# Gentiluomo
Een gentiluomo, Italiaans voor gentleman, was in de katholieke kerk de aan een hoge geestelijke (aartsbisschop, kardinaal of Paus) toegevoegde leek, die deze prelaat begeleidde. De Italiaanse naam is afgeleid van het Latijnse homo gentilis.
Paus Paulus VI verving de eeuwenoude hofcharges van de ere-kamerheren en geheim kamerheren met kap en degen op 28 maart 1968 door de gentiluomo di sua santità. Paus Benedictus maakte in 2012 een einde aan het gebruik dat de Paus door kamerheren wordt begeleid. Hij noemde het ambt 'zinloos en schadelijk'. Deze laatste kwalificatie was een reactie op de corruptie onder de kamerheren.
In vroegere tijden was een gentiluomo ook de man die een prelaat desnoods met zijn wapen verdedigde. Een priester mag geen wapens dragen, zijn gentiluomo, een 'heer uit goede familie' mocht dat wel en was aangewezen om de kerkvorst desnoods te verdedigen. De gentiluomo mocht ook in de kerk en tijdens de mis zijn wapens dragen en stond, gewapend met een sabel, naast de troon van de kerkvorst.
Voor de hervorming in 1968 had iedere kardinaal en aartsbisschop zijn gentiluomo. Paus Paulus VI maakte een einde aan veel van de pracht en praal van het Pauselijk hof en de kerk, en vroeg de kardinalen om in het vervolg af te zien van gentiluomini.
Kardinaal Heenan, de katholieke primaat van Engeland, vroeg de paus om voor Engeland een uitzondering te maken. De Gentiluomo of the Archbishop of Westminster zou niet afleiden van het woord van God. De kardinaal wilde de hervormingen ook niet ten koste van zijn trouwe dienaren doorvoeren. Zijn derde argument was dat de Engelsen op dergelijke tradities en bijzonder ceremonieel waren gesteld. Het Vaticaan gaf de Engelse kardinaal daarop per telegram toestemming om zijn Gentiluomo Anthony Bartlett OBE aan te houden. Na de dood van Anthony Joseph Jackman Bartlett, die in 2001 als laatste van de kerkelijke gentiluomini stierf, werd geen opvolger benoemd.